# Фругатта, Джузеппе
Джузеппе Фругатта (итал. Giuseppe Frugatta; 26 мая 1860, Бергамо — 30 мая 1933, Милан) — итальянский пианист, композитор и музыкальный педагог.
Начал учиться игре на фортепиано у своего отца, затем занимался пением и фортепиано в городском музыкальном лицее имени Доницетти, после чего поступил в Миланскую консерваторию, окончив её в 1881 году по классам Карло Андреоли (фортепиано) и Антонио Бадзини (композиция).
После непродолжительной концертной и гастрольной деятельности сосредоточился преимущественно на композиции. Стал лауреатом нескольких конкурсов — в частности, первыми премиями были отмечены его фортепианное трио (Флоренция, 1893) и фортепианный квинтет (Лондон, 1899), а струнный квартет, занявший первое место на римском конкурсе 1898 года, вошёл в программу Квинтета королевы под руководством Джованни Сгамбати. Опубликовал также значительное количество фортепианных сочинений.
С 1891 г. руководил фортепианным классом Миланской консерватории; среди его учеников, в частности, Витторио Риети и Этторе Паницца. Автор ряда дидактических сочинений.